# Rimasuchus lloydi
Rimasuchus lloydi è un coccodrillo estinto, vissuto tra il Miocene inferiore e il Pleistocene (circa 23 milioni - 700.000 anni fa). I suoi resti fossili sono stati ritrovati in Africa e in Asia sudoccidentale.

## Descrizione
Questo coccodrillo era di notevoli dimensioni, e poteva superare i 7 metri di lunghezza. Al contrario della maggior parte dei coccodrilli attuali, Rimasuchus possedeva un muso corto e largo (brevirostre). Questo animale possedeva premascelle caratteristiche, molto corte e larghe, così come una sinfisi mandibolare profonda. Le premascelle non si proiettavano all'indietro sulla superficie del cranio come quelle di altri coccodrilli, ed erano notevolmente più ampie che lunghe nella regione del palato (al contrario di Crocodylus niloticus e di Mecistops cataphractus). Le narici esterne erano posizionate vicino al termine del muso. Come altri coccodrilli, Rimasuchus possedeva una scanalatura tra premascella e mascella per ospitare il quarto dente mandibolare quando le fauci erano chiuse; tuttavia, in Rimasuchus questa scanalatura era molto meno ampia che in Crocodylus niloticus. La regione preorbitale era piatta e non vi era alcun tipo di regione elevata nella zona del naso, come invece avviene per Crocodylus niloticus.
I denti di Rimasuchus erano robusti e piuttosto smussati, al contrario di quelli della maggior parte dei coccodrilli attuali. Si facevano via via più bulbosi mano a mano che si procedeva verso la parte posteriore delle fauci. Le corone dei denti non erano quasi mai taglienti (anche se i denti taglienti tendono a ridursi con l'aumentare della taglia in tutti i coccodrilli). I denti erano comunque dotati di due carene, una anteriore e una posteriore.
I fossili di Rimasuchus mostrano variazioni nella taglia e nelle proporzioni, ed è probabile che rappresentino diversi stadi di crescita (ontogenesi). Nonostante le caratteristiche che distinguevano i due animali, vi sono numerose somiglianze tra esemplari di Rimasuchus e alcuni fossili di C. niloticus, ed è possibile che alcuni fossili di Rimasuchus rappresentino in realtà grandi individui di C. niloticus (Storrs, 2003).

## Classificazione
I fossili di Rimasuchus furono descritti per la prima volta nel 1918 e vennero attribuiti a una nuova specie del genere Crocodylus, C. lloydi. Solo dopo analisi cladistiche effettuate nel 2003 emerse che questa specie doveva appartenere a un genere a sé stante. Tra i coccodrilli attuali, Rimasuchus sembrerebbe più strettamente imparentato con il coccodrillo nano Osteolaemus. Un'altra forma estinta di grandi dimensioni, che viveva nello stesso habitat di Rimasuchus e probabilmente era strettamente correlato, è Euthecodon.

## Paleobiologia
Comuni in gran parte dell'Africa Orientale, i fossili di Rimasuchus sono stati ritrovati in associazione con quelli del coccodrillo del Nilo. I fossili di queste due specie sono stati trovati in Kenya, Egitto (compreso il Sinai), Libia, Ciad, Etiopia, Uganda, Sudan, Tanzania e Tunisia. Oltre all'Africa, i fossili di Rimasuchus sono stati ritrovati anche in Arabia Saudita. È chiaro che i primi fossili provengono dal Nordafrica, ma è incerto come questa specie si sia evoluta e si sia diffusa.
Entrambi grandi predatori semiterrestri, Rimasuchus e il coccodrillo del Nilo dovettero competere fra loro, e alla fine Rimasuchus perse la competizione a causa del progressivo inaridimento del loro habitat.
I fossili di Rimasuchus, insieme a quelli di Euthecodon brumpti, sono i più comuni tra i coccodrilli ritrovati nel bacino del Lago Turkana e nella zona di Koobi Fora (Kenya nordorientale), dove i due animali vivevano nel lago e nei fiumi circostanti. Le loro ossa sono state ritrovate in situ con quelle di altri vertebrati, tra cui varie specie di pesci e uccelli, mammiferi come suidi, elefanti, giraffe, bovidi, rinoceronti, primati (tra cui ominidi come Australopithecus afarensis). Oltre a Euthecodon, altri predatori includevano Mecistops cataphractus, l'estinto Eogavialis, i felidi Dinofelis e Metailurus, i "cani - orso", le iene e i primi membri del genere Canis (Leakey et al., 1996).
Alcune rocce del Turkana contenenti fossili di Rimasuchus sono solitamente arenarie o argille poco litificate, depositatesi in laghi e fiumi. Questi depositi provengono dalla formazione Nawata e dalla formazione Nachukui (rispettivamente di età Tortoniana e del Pliocene).I fossili di queste rocce solitamente sono di età compresa tra 1,9 e 7,5 milioni di anni fa.

### Predazione sui primi ominidi
I coccodrilli sono noti come predatori dei più antichi ominidi. Resti di Rimasuchus, del coccodrillo del Nilo e dell'estinto Crocodylus anthropophagus sono stati ritrovati in siti in associazione con ossa di antichi uomini. Nel sito di Olduvai Gorge, in Tanzania, è stata documentata una predazione sotto forma di impronte di denti di coccodrillo nelle ossa di alcuni esemplari di ominidi della specie Homo habilis (Njau e Blumenschine, 2006). Danni alle ossa di alcuni Homo habilis includono perforazioni che combaciano con i denti dei coccodrilli. Le ossa danneggiate provengono da siti considerati "di soggiorno" da parte degli ominidi, che includono inoltre artefatti di pietra e ossa macellate (Njau e Blumenschine, 2007). Inoltre, accumuli di ossa a Olduvai Gorge sono stati attribuiti a Rimasuchus. Ossa di antichi bovini, cavalli, e anche alcune pietre contengono inoltre denti di Rimasuchus (Davidson e Solomon, 1990).